# Photorécepteur (électronique)
Pour les articles homonymes, voir Photorécepteur.
 (novembre 2010).
Si vous disposez d'ouvrages ou d'articles de référence ou si vous connaissez des sites web de qualité traitant du thème abordé ici, merci de compléter l'article en donnant les références utiles à sa vérifiabilité et en les liant à la section « Notes et références ».
 (novembre 2010).
Un photorécepteur est un dispositif sensoriel ou technologique convertissant la lumière incidente en une autre forme d'information. C’est le cas par exemple des capteurs électroniques qui transforment le rayonnement lumineux incident sur la surface du capteur en signal électrique.
Les photorécepteurs fonctionnent sur des intervalles restreints du spectre électromagnétique, comme l'infra-rouge, le spectre visible ou l'ultra-violet.

## Types
Les détecteurs photoniques présentent une grande variété de dispositifs, regroupés dans trois catégories :
- photorésistances (basées sur des principes de la photoconductivité) ;
- photodiodes ;
- phototransistors.

### Photorésistances
Les photorésistances sont des composants électroniques dont la résistance électrique varie en fonction de la quantité d'énergie lumineuse reçue. C’est le cas le plus simple de l’application d'un matériau semi-conducteur à la détection de la lumière. Les imprimantes laser utilisent généralement des photorésistances pour créer une image électrostatique.

### Photodiodes
Sur le même principe que les photoconducteurs, le mécanisme des photodiodes repose sur l'absorption de photons par un matériau semi-conducteur afin de générer des porteurs de charges et, par conséquent, un photocourant. Le semi-conducteur est exposé à la lumière à travers une couverture cristalline, parfois assistée par une lentille. Le matériau utilisé pour la conception du récepteur détermine les longueurs d'onde absorbée (ex : lumière visible ou infrarouge). Il existe différentes configurations pour les photodiodes, chacune ayant ses propres caractéristiques. En polarisation directe, les diodes classiques conduisent le courant de l'anode vers la cathode. En polarisation inverse, le courant ne traverse pas la diode et est donc bloqué. En revanche, le photo-courant  circule dans le sens inverse. Pour un fonctionnement correct, la photodiode est donc polarisée en sens inverse, favorisant une augmentation du courant quand la photodiode est excitée par la lumière. Un exemple d’application courante des photodiodes est une télécommande de télévision.

### Phototransistors
Le phototransistor est un transistor sensible à la lumière, généralement aux infrarouges. Lorsque la lumière est absorbée dans la région de la base, elle génère des porteurs de charge et ainsi varie la conductivité du transistor. Les phototransistors sont plus sensibles que les photodiodes grâce à l’effet de gain propre aux transistors. Ils restent similaires aux transistors normaux, c'est-à-dire qu'ils sont composés du même matériau semi-conducteur et possèdent deux jonctions. Il existe des versions avec deux ou trois connexions externes, le collecteur et l'émetteur étant toujours présent, la connexion à la base n'est pas systématique. Le phototransistor est exposé directement à la source lumineuse via une ouverture. Un courant peut-être appliqué sur la base afin d'augmenter la sensibilité du capteur.

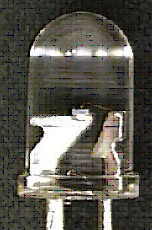
Exemple de phototransistor

Dans le commerce, les phototransistors sont vendus avec ou sans connexion de base, avec des boîtiers plastiques ou métalliques (TO-72, TO-05), et avec une lentille.
Fonctionnement
Il y a deux versions de transmission et de réflexion. Avec les mêmes caractéristiques que le transistor normal, il est possible de réguler le courant du collecteur à partir du courant de base. De plus, par ses caractéristiques optoélectroniques, la quantité de courant transmise par le collecteur varie proportionnellement à l'intensité lumineuse reçue par la base. Ainsi, une augmentation (respectivement une diminution) de l'intensité lumineuse entraîne une augmentation (diminution) du courant collecteur.
Les deux modes de régulation du courant du collecteur peuvent être utilisés en même temps. Il est d'usage de ne pas utiliser ou ne de pas connecter la connexion de base des phototransistors ; en contrepartie, un courant qui stabilise le fonctionnement du transistor dans les valeurs souhaitées peut être appliqué. Ce courant pour stabiliser le fonctionnement (en anglais : bias) suit les mêmes règles que les transistors, c'est-à-dire qu’il y aura une relation entre l’amplification et le gain typique de courant. Ce courant induit doit également prendre en compte les variations de courant dues aux fluctuations de l'intensité lumineuse incidente sur le phototransistor. Les phototransistors possèdent aussi un facteur d'amplification qui permettent des variations plus grandes de courant électrique en réponse aux variations de l’intensité de lumière.
Applications
Les phototransistors sont utilisés dans les lecteurs de cassettes, cartes perforées, stylets, et autres. Des détecteurs avec photodiodes PIN sont utilisés pour les communications à base de fibre optique. Ils sont également utilisés pour la détection d’objets proches quand ils font partie d’un système de proximité, en conjonction avec une LED afin de détecter les variations de l'intensité lumineuse réfléchie par un objet.